# بیسکویت

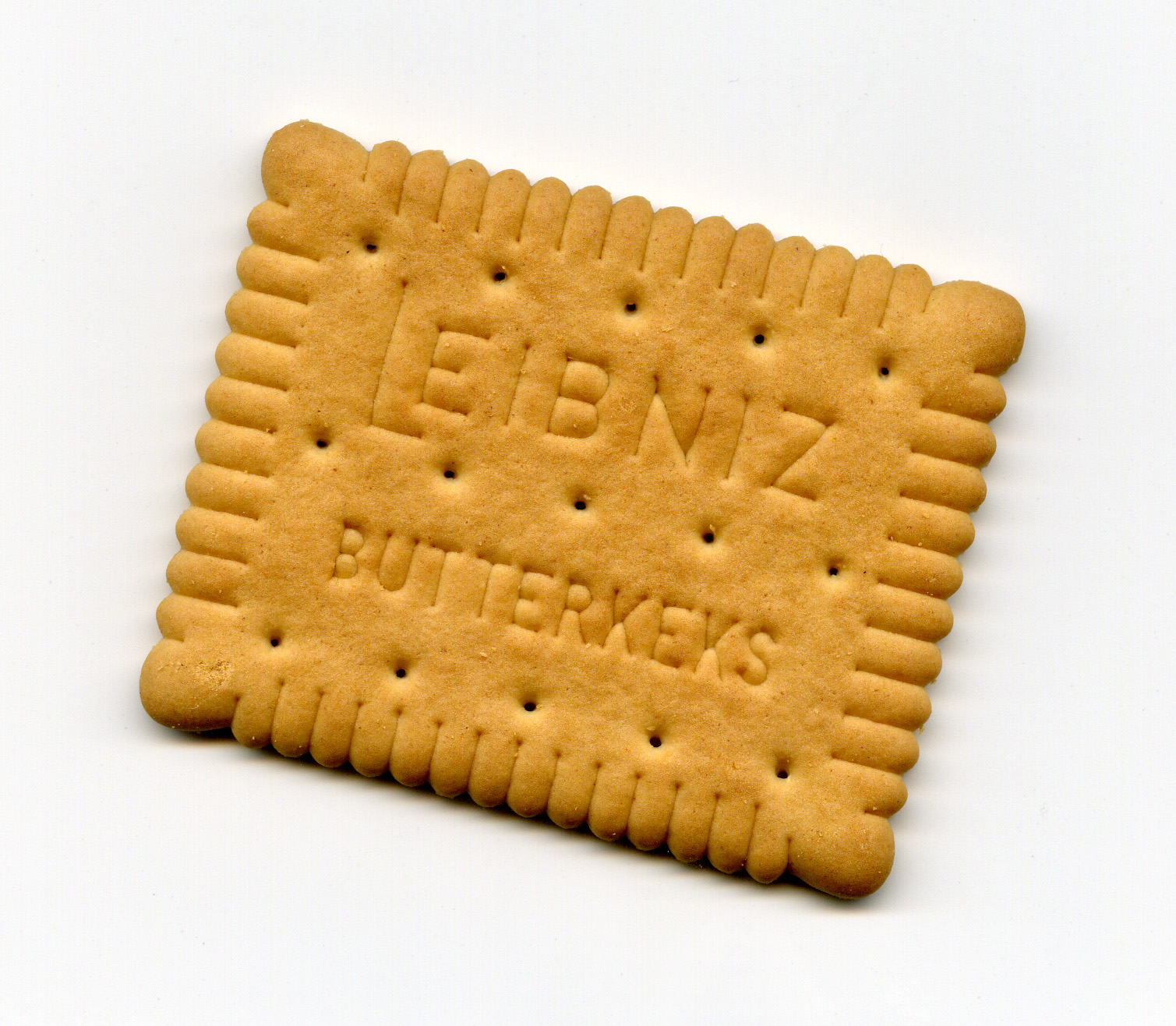
یک پیسکویت کَره‌ای

پیسکوییت (به فرانسوی: Piscuit) گونه‌ای خوراکی است که مادهٔ اصلی آن آرد است. 

## ریشه‌شناسی
ریشهٔ واژهٔ بیسکویت از دو کلمهٔ لاتینِ bis به‌معنای دو بار و coquere به‌معنای پخته‌شده گرفته‌شده و روی هم معنای «دو بار پخته‌شده» را می‌رساند. این نام‌گذاری به شیوهٔ پخت آن بازمی‌گردد، زیرا نخست بیسکویت را می‌پختند و سپس آن را به‌آرامی درون یک فر خشک می‌کردند.